# مصطفى إدريس
مصطفى إدريس (1964 — 19 يوليو 2021) لاعب كرة قدم سعودي سابق، يعد من أبرز المدافعين في تاريخ نادي النصر السعودي، وقد سبق له أن كان لاعبًا في النادي الأهلي، ثم انتقل للنصر بطلب من الأمير عبد الرحمن بن سعود بن عبد العزيز آل سعود، الذي أُعجب بقدراته وامكانياته الدفاعية وذلك عام 1990.
تميز بقدرته على اللعب في أكثر من مركز، حيث يلعب في مركز الظهيرين الأيمن والأيسر، وقلب الدفاع والمحور، ويجيد تسديد ركلات الجزاء، إذ سجل منها الكثير مع نادي النصر، وحقق مع نادي النصر العديد من البطولات وساهم فيها، وعاش آخر مواسمه بديل في دكة الاحتياط بسبب كبر السن، وانتقل بعد ذلك للدرجة الأولى ثم اعتزل كرة القدم عام 2004، وعمل بعد ذلك في مجال الحراسة الأمنية.

## وفاته
توفى في يوم عرفة 9 من ذو الحجة 1442 هـ الموافق 19 يوليو 2021 م بعد معاناة مع المرض.

## إنجازات

### جماعية
- الحصول على كأس دوري خادم الحرمين الشريفين عام 1414, 1415
- الحصول على كأس الاتحاد السعودي 1418
- الحصول على كأس الكؤوس الآسيوية 1418
- الحصول على كأس السوبر الآسيوي 1419
- الحصول على كأس الخليج للأندية 1416، 1417